# Glasses Malone
Charles Phillipivory Penniman (znany głównie jako Glasses Malone) – amerykański raper mieszkający w Los Angeles

## Wczesne życie
Glasses Malone dorastał w Watts i w okolicach Compton w Los Angeles. Jego matka dostała 25-letni wyrok więzienia za sprzedaż narkotyków, a Malone był członkiem gangu Crips jako nastolatek.

## Muzyczna kariera
Tradycyjnie jest związany z The Black Wall Street, mimo faktu, że większość artystów na wytwórni było związany z Bloods, Malone podpisał kontrakt z wytwórnią. Później podpisał kontrakt z Cash Money Records w 2011 roku, odmawiając oferty od wielu wytwórni, takich jak Def Jam Records, Interscope Records, J Records i Atlantic Records.

## Filmografia
The Division
Glasses Malone zajął się produkcją i zagrał w swoim filmie zatytułowanym "Division".Film został napisany przez Malcolma Mays i ma zostać wyreżyserowany przez Maxa Alberta w styczniu 2011 roku, zgodnie z Boombox'em.

## Dyskografia

### Albumy studyjne
- Beach Cruiser (2011)

### Albumy we współpracy
- Money Music (z Mackiem 10) (2011)

### Mixtape
- The Crack Mixtape (2003)
- White Lighting (Sticks) (2005)
- DJ Skee & Dow Jones presents: The Electric Chair (2007)
- Fuck Glasses Malone (2008)
- DJ Greg Street & Glasses Malone presents 2010 (2009)
- Nightmare on Seven Street (2009)
- Drive-By Muzik (2010)
- The Dope Mixtape (2011)

### Piosenki
| Rok  | Tytuł                                                        | Pozycje  | Pozycje  | Album         |
| Rok  | Tytuł                                                        | U.S. R&B | U.S. Rap | Album         |
| ---- | ------------------------------------------------------------ | -------- | -------- | ------------- |
| 2007 | "Certified" (featuring Akon i Kylian Mash)                   | 85       | 24       | Beach Cruiser |
| 2008 | "Haterz" (featuring Birdman & Lil Wayne)                     | —        | —        | Beach Cruiser |
| 2009 | "Til Da Sun Come Up" (featuring Birdman, Rick Ross & T-Pain) | 94       | —        | Beach Cruiser |
| 2010 | "I Get Doe" (featuring The Cataracs)                         | —        | —        | Beach Cruiser |